# Comunità ebraica di Cuneo
La comunità ebraica di Cuneo è attestata sin dal XV secolo.

## Storia
I primi ebrei che nel Quattrocento si stabilirono a Cuneo provenivano dalla Provenza. Come attestato da documenti del 1406, il comune diede loro permesso di residenza e di svolgere attività di prestito. La comunità si ampliò nei secoli seguenti con l'arrivo di altri numerosi nuclei familiari dalla Francia e in particolare da Avignone, che si integrarono con la popolazione locale. Il mercato di piazza Galimberti, che originariamente si teneva di sabato, si svolge ancor oggi al martedì in segno di ringraziamento per l'aiuto fornito dagli ebrei della città in occasione dell'assedio del 1641; gli ebrei potevano così parteciparvi.
Quando nel 1724 fu istituito il ghetto di via Mondovì (ancor oggi riconoscibile nella sua struttura originaria) abitavano a Cuneo 134 ebrei, che nei 1806 salivano a 205 e a 301 nel 1835. Con l'emancipazione del 1848 la comunità crebbe ulteriormente fino a toccare le 450 unità, come testimonia l'ampliamento della sinagoga che assunse forma monumentale e conserva intatti a tutt'oggi i propri preziosi arredi. Gli ebrei cuneesi conducevano una vita assai ben integrata con il resto della popolazione; ne è segno anche il numero di matrimoni misti.
Negli anni successivi alla prima guerra mondiale tuttavia comincia il declino demografico della comunità; la maggior parte degli ebrei cuneesi si trasferisce a Torino o in centri maggiori e la comunità si riduce a poche famiglie. 
Alla fine del 1938, al momento della promulgazione delle leggi razziali fasciste vivevano a Cuneo 28 ebrei. Chi di loro lavorava nella scuola e nella pubblica amministrazione perdette il lavoro, i commercianti dovette cedere le loro imprese, i ragazzi furono espulsi dalle scuole. Con l'arrivo dei tedeschi e la costituzione della Repubblica Sociale Italiana, il 28 settembre 1943 gli ebrei di Cuneo vengono rastrellati dai tedeschi aiutati dai carabinieri italiani i quali, elenchi alla mano, li prelevano dalle loro case e li conducono nel campo di concentramento di Borgo San Dalmazzo, già gremito di 329 ebrei stranieri arrestati mentre fuggivano dalla Francia. Si sottraggono all'arresto i pochi giovani che erano già saliti in montagna con i primi nuclei di resistenti. Dodici giorni prima della deportazione degli internati ad Auschwitz avvenuta il 21 novembre 1943, gli ebrei cuneesi tuttavia furono tutti rilasciati. L'ordine di deportazione impartito dai tedeschi infatti interessava soltanto gli ebrei stranieri. Quando ai primi di dicembre il campo di Borgo San Dalmazzo fu riaperto dalla autorità della RSI come campo di concentramento e deportazione per gli ebrei italiani, gli ebrei cuneesi riusciranno a salvarsi quasi tutti da nuovo arresto grazie alla solidarietà della popolazione locale che li nasconde nelle proprie case. Unica vittima cuneese fu Alessandro Schiffer, il quale catturato dai carabinieri il 6 febbraio 1944, fu deportato ad Auschwitz da dove non fece ritorno.
La comunità ebraica di Cuneo è oggi ridotta a pochi elementi, sotto la giurisdizione della Comunità ebraica di Torino. La Sinagoga di Cuneo è praticamente in disuso per regolare uso liturgico dal 1965, anche se è ben preservata nella sua struttura architettonica e nei suoi arredi originari.
L'antico cimitero ebraico in Calà degli Ebrei (oggi via della Pieve) è stato smantellato per la costruzione di una strada tangenziale e trasferito in una sezione del cimitero comunale in via Basse San Sebastiano.